# Almo Collegio Borromeo
El Almo Collegio Borromeo es una residencia universitaria privada (collegio) italiana localizada en la ciudad de Pavía, en la región de Lombardía. Está clasificado como un «Instituto Cultural altamente calificado» por el Ministerio de Educación, Universidades e Investigación y es la institución más antiguade este tipo  que permanece en funcionamiento en Italia. Junto con el Colegio Ghislieri, con el que se ha desarrollado una fuerte rivalidad goliarda durante siglos, es uno de los dos colegios de Pavía con patrimonio histórico. El edificio que alberga el colegio fue diseñado por Pellegrino Tibaldi y tiene vistas al Tesino, rodeado de jardines paisajísticos y los jardines Borromeo. Giorgio Vasari lo describió como un "palacio del conocimiento" ("palazzo per la Sapienza").
El colegio selecciona a los estudiantes de la Universidad de Pavía a través de un riguroso concurso público basado en pruebas realizadas anualmente. Los servicios que ofrece la facultad no se limitan a alimentación y vivienda, sino que se enfocan en brindar capacitación en forma paralela e integrada con la universidad: por ejemplo, el CEGA (Centro de Ética General y Aplicada) es sede de la facultad; junto con conferencias, presentaciones de libros de actualidad, acogiendo la cátedra de teología, y ofreciendo innumerables momentos de reflexión, además de las siempre ricas temporadas artísticas y musicales en la vida del colegio. La universidad también ofrece varios programas de intercambio, con instituciones como Corpus Christi College, Cambridge y College of Saint Benedict and Saint John's University.

## Historia
Collegio Borromeo fue fundado en 1561 por la herencia del cardenal San Carlos Borromeo, cuyo objetivo era crear una institución para alojar a jóvenes estudiantes prometedores que atravesaban dificultades económicas. Este sigue siendo el objetivo de la Fondazione Collegio Borromeo. El 10 de mayo de 2009 se inauguró la Sección Femenina en presencia de la ministra Mariastella Gelmini y el cardenal Dionigi Tettamanzi; está destinado a albergar aproximadamente a cincuenta de las estudiantes más meritorias de la Universidad de Pavía.

## Arquitectura

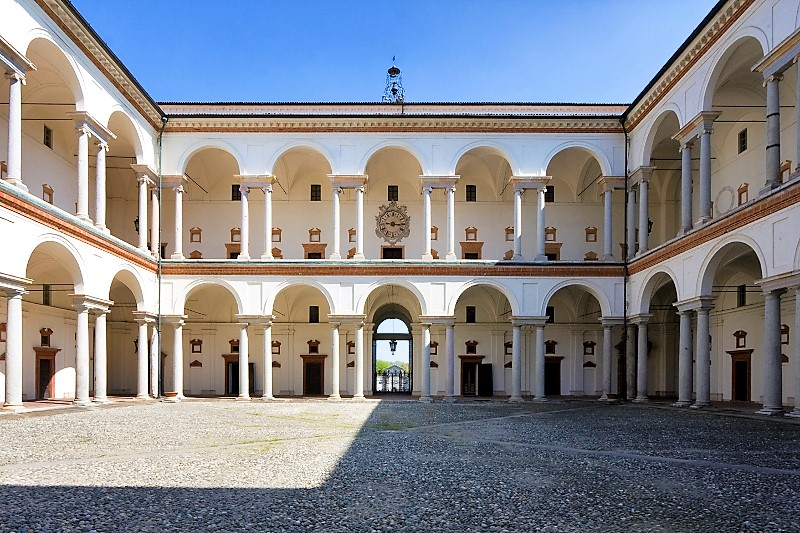
El patio interior del colegio Borromeo

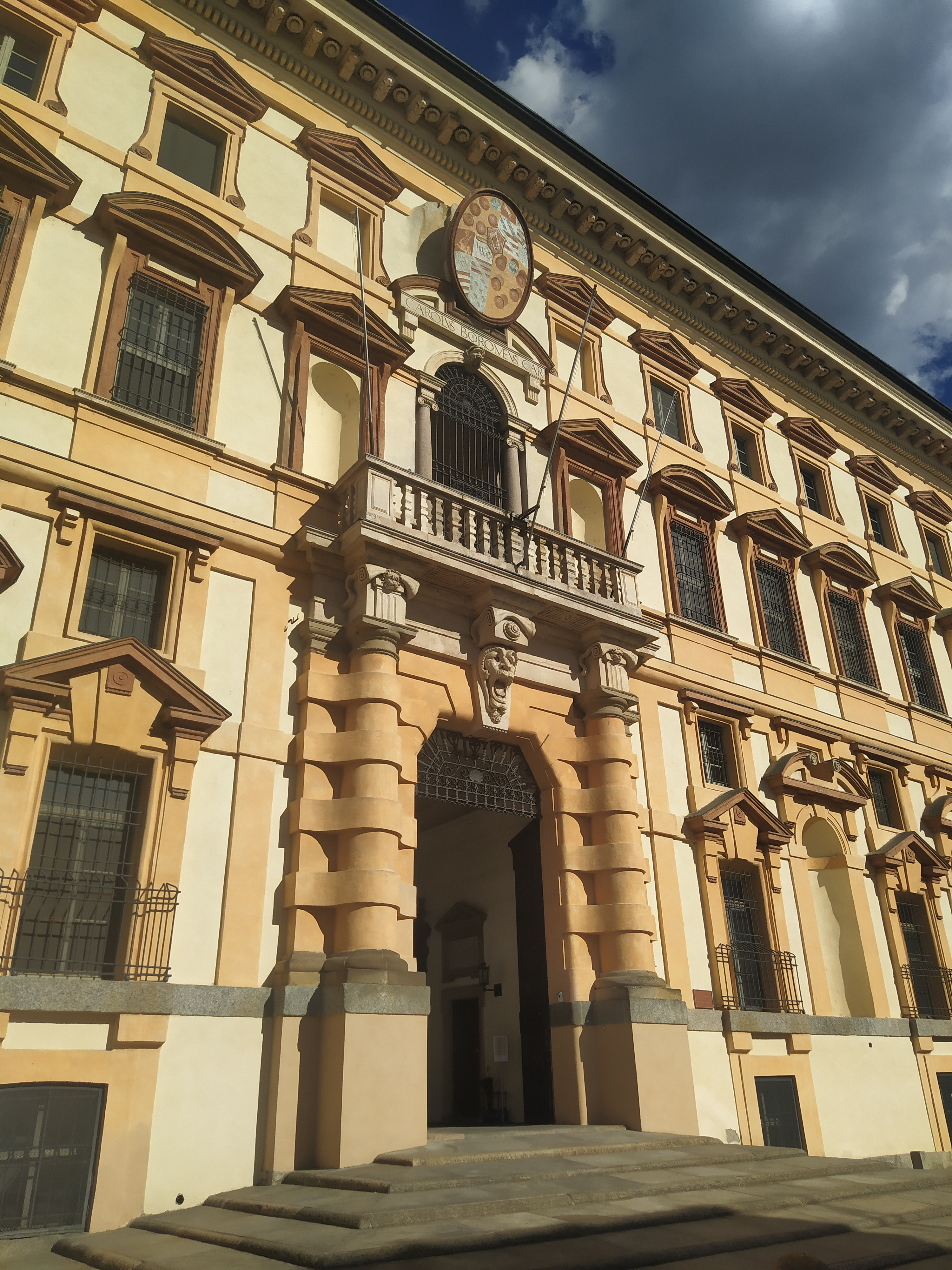
Detalle del portal de acceso

El edificio que alberga el colegio, diseñado por Pellegrino Tibaldi, es de estilo manierista, con un lado orientado al río Tesino y rodeado por los jardines y huertos borromeos. En las diversas fachadas de este palazzo per la sapienza [palacio de la sabiduría], como lo definió Vasari, destacan numerosos escudos de armas y emblemas de las familias Borromeo y Médici. Pellegrino Tibaldi completó el gran patio interior con una doble logia sostenida por columnas gemelas de granito de Baveno y Montorfano y piedra de Angera. El proyecto fue continuado por Francesco Maria Richini y completado, en la década de 1620, con dos edificios en el lado este, que se extendían hacia el jardín italiano. También son obra del arquitecto milanés los diseños de la fuente barroca al final del jardín y el de la puerta de hierro forjado que separa el patio del jardín italiano. Otra intervención arquitectónica significativa fue la de Leopoldo Pollack, a quien, tras la demolición en 1819 de la románica iglesia de San Giovanni in Borgo adyacente, se le encomendó la tarea de completar la fachada sur del colegio siguiendo el modelo de las anteriores. En el terreno adquirido tras la demolición se extiende el jardín inglés, con vistas al Tesino y a la piazza del Collegio Borromeo. También está conectado con la zona de los jardines borromeos: una extensa área resultante de las progresivas compras y anexiones de terrenos que antaño pertenecieron a conventos e instituciones de beneficencia.
Las estancias y espacios del palacio se distribuyen en las diferentes plantas de la siguiente manera:
- sótano: biblioteca, gimnasio, salas de seminarios y salas de recreo;
- planta baja: logia, patio, refectorio, capilla, apartamento del rector, oficinas administrativas, salas de estudio;
- entrepiso o mezzanine: alojamiento para invitados y estudiantes (también en el Sangiovannino basso);
- planta principal o nobile: segunda logia, salones de recepción (sala Blanca y salón de los Frescos), apartamento del príncipe, residencia para estudiantes (también en el Sangiovannino alto);
- segundo entrepiso o «Paraíso» (Paradiso): alojamiento para estudiantes;
- ático o Hiperuranio: residencia para estudiantes.

En el lado sur se encuentran dos secciones independientes: "Sangiovannino basso" y "Sangiovannino alto", ambas destinadas a residencias estudiantiles. Se crearon en el siglo XIX a partir de la demolición de la iglesia de San Giovanni in Borgo y están conectadas al cuerpo principal del edificio en los niveles de entrepiso y piano nobile, respectivamente.
Las estancias del palacio también se clasifican según los diferentes lados del edificio:
- «Piazza», en el lado oeste, frente a la piazza Borromeo;
- «Vicolo» [callejón], en el lado norte, frente a la via Cardinal Tosi;
- «Giardino», Sangiovannino basso y Sangiovannino alto, en el lado sur, con vistas al jardín inglés;
- «Richini», en el lado este, con vistas al jardín italiano. Las plantas superiores (Nobile y Paradiso) albergan la sala Blanca y el "salón de los Frescos".

## Salas de representación

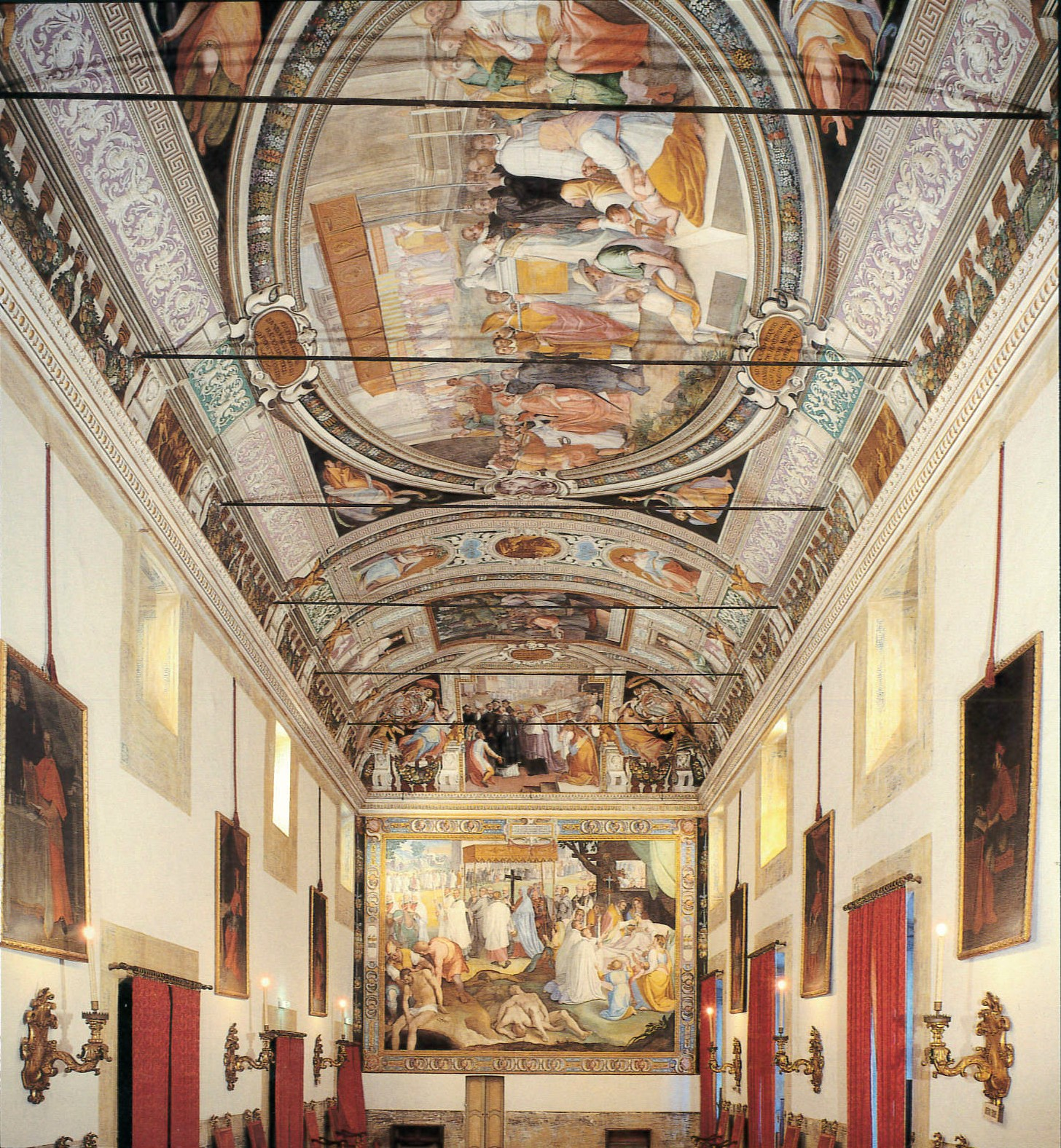
Salón de los Frescos, pintado por Cesare Nebbia y Federico Zuccari

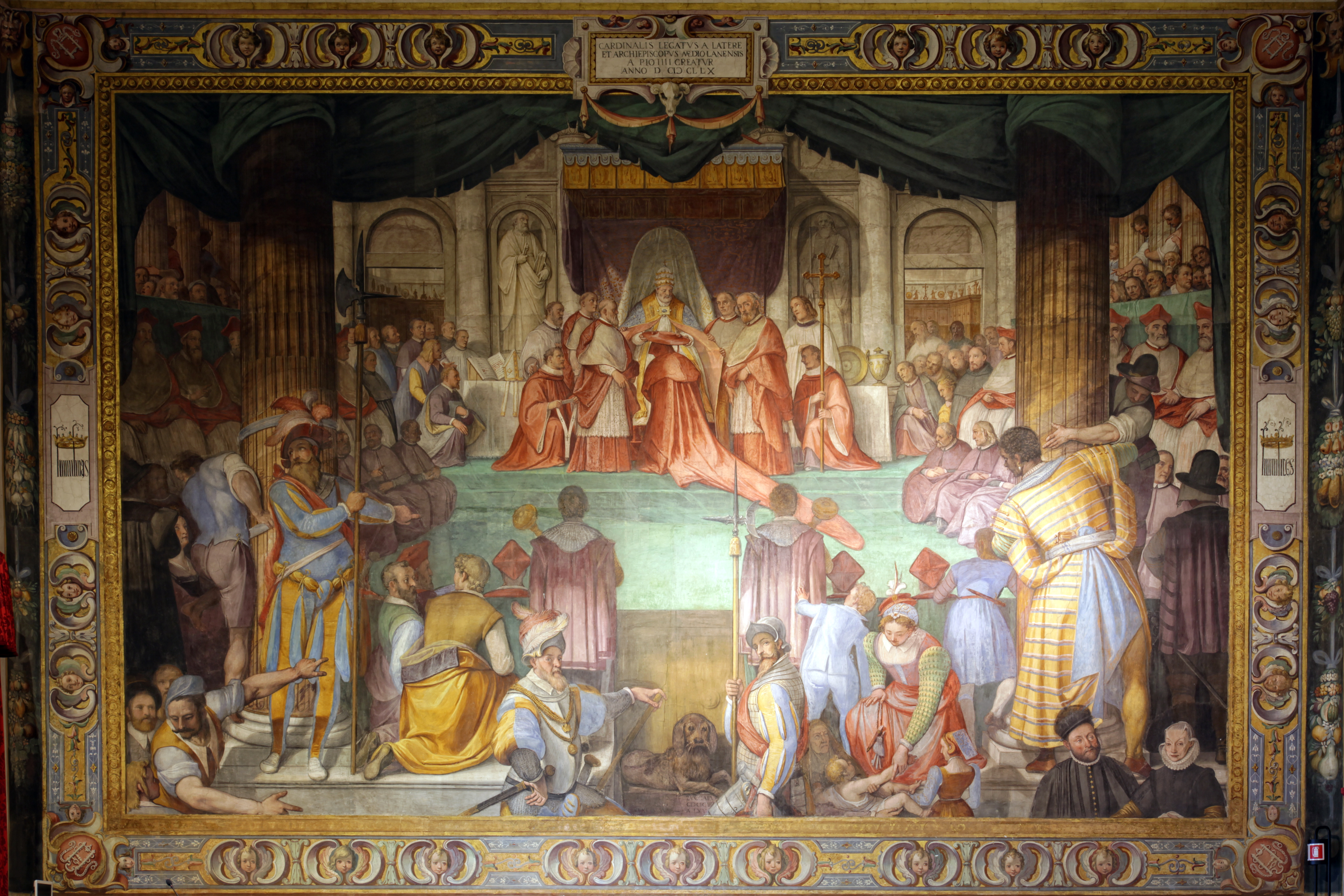
Federico Zuccari, Imposición del capeau de cardenal a San Carlos Borromeo.

La sala Blanca, ubicada en la planta principal, en el lado Richini del Colegio, se utiliza para seminarios y conferencias. Tiene capacidad para aproximadamente 100 personas y se caracteriza por sus altas puertas de madera del siglo XVIII en tonos verde pastel y pan de oro. Pinturas de los mecenas del Colegio, miembros de la familia Borromeo , decoran las paredes.
El salón de los Frescos, adyacente a la sala Blanca, toma su nombre de una serie de frescos que ilustran diversos momentos de la vida de Carlo Borromeo, fundador del Colegio. Tiene capacidad para aproximadamente 200 personas y se utiliza para conferencias, convenciones y conciertos. En los muros oriental y occidental, sin frescos, cuelga una serie de pinturas que representan a cardenales de la familia Borromeo de diversas épocas. Los frescos, obra de Cesare Nebbia y Federico Zuccari y de sus asistentes, fueron creados a principios del siglo XVII por encargo de Federico Borromeo; cubren el muro de la entrada (norte), el muro del fondo (sur) y el techo de la sala. Los frescos murales, de mayor tamaño, hacen referencia al nombramiento cardenalicio de Carlo Borromeo y a diversos episodios relacionados con la peste de 1576-1577, conocida como la «peste de San Carlos». Una lista no exhaustiva de representaciones en el salón de los Frescos es:
- Imposizione del cappello cardinalizio a Carlo Borromeo [Imposición del capelo cardenalicio a Carlos Borromeo], obra de Zuccari (muro meridional)
- Carlo Borromeo durante la peste di Milano del 1576 [Carlo Borromeo durante la peste de Milán en 1576], de Nebbia (muro septentrional)
- La traslazione delle reliquie di proto martiri [El traslado de las reliquias de los protomártires], de Nebbia (gran óvalo central)
- Pellegrinaggio di Carlo a Torino per adorare la Sindone e incontro con i duchi di Savoia [Peregrinación de Carlos a Turín para venerar la Sábana Santa y encuentro con los duques de Saboya], de Nebbia
- Carlo Borromeo fonda i Collegi, i Seminari e la congregazione degli Oblati, de Nebbia
- Carlo in pellegrinaggio al sacro Monte di Varallo [Carlos en peregrinación al Monte Sagrado de Varallo], de Nebbia
- Funerali di Carlo Borromeo, de Nebbia

## Capilla

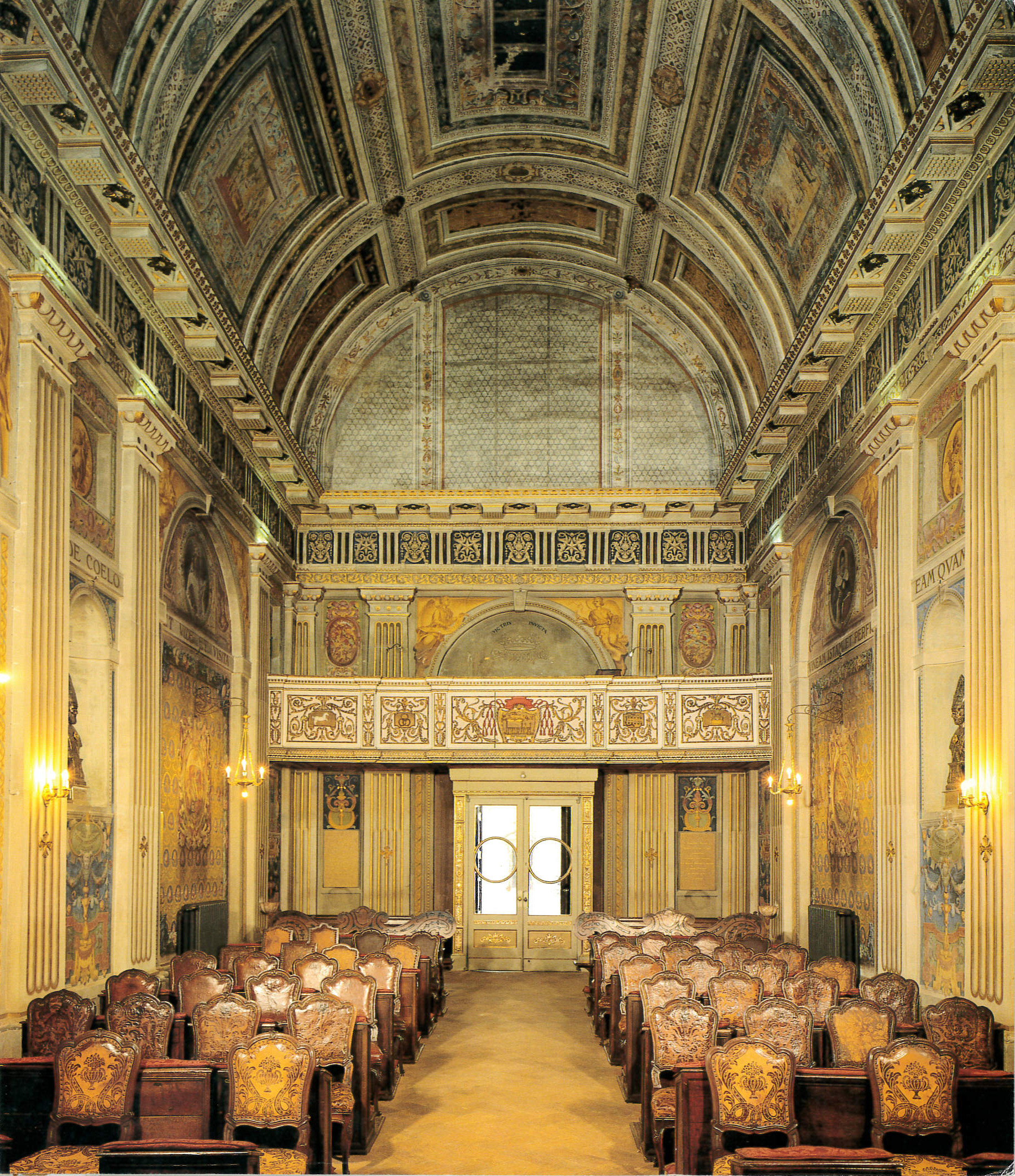
La capilla.

La Capilla, dedicada a Santa Justina, patrona de la familia Borromeo, ya San Carlos Borromeo, fue terminada en 1581 y se oficia regularmente. Exteriormente tiene un importante portal de mármol del siglo XVII, rematado por el busto de San Carlos. La bóveda de cañón está decorada con los frescos más antiguos del Palacio, realizados por el pintor Giovanni Battista Muttoni en 1579, en estilo tardomanierista, y representan cuatro escenas del Antiguo Testamento, insertadas en cuadrados en perspectiva y marcos múltiples y exuberantes, llenos de geometría adornos, cenefas de frutas y verduras y decoraciones grotescas. Las paredes están pintadas al fresco en 1909 por Manlio Oppio, Osvaldo Bignami: los santos patronos de los estudiantes universitarios y universitarios se enfrentan a las cuatro rondas. El suelo es el original del siglo XVI, de terracota lombarda, con las típicas vetas bicolores que recuerdan a la madera, mientras que el coro fue añadido en el siglo XIX.

## Biblioteca y archivo
La biblioteca del colegio es una de las más antiguas de Pavía, de hecho fue construida en la segunda mitad del siglo XVI y tiene un patrimonio de más de 40.000 volúmenes, más de 2.300 volúmenes antiguos y 70 periódicos, todos activos.El Fondo de la Biblioteca Antigua: conserva unos 2.000 volúmenes impresos entre los siglos XV y XIX, de los más variados temas (historia, derecho, filosofía, teología, literatura y ciencias), algunos de gran valor, como los Triunfos y Cancioneros de Francesco Petrarca impreso en Venecia por Bernardino da Novara en 1488 o la edición de I promessi sposi enriquecida con ilustraciones de Francesco Gonin (1840-1842). El archivo del Collegio Borromeo conserva no sólo la documentación relativa a la institución (incluida la bula emitida por el Papa Pío IV el 15 de octubre de 1561 con la que se instituyó el colegio), sino también parte del archivo del monasterio de San Maiolo, el cuyos fundos pasaron al colegio en 1564, documentación donada por antiguos alumnos o profesores universitarios y la fototeca, parcialmente digitalizada. Entre los numerosos fondos archivísticos mencionamos: El Fondo de Posesiones (extremos cronológicos 1320-1900): que recoge la documentación relativa tanto a la construcción del edificio del colegio como a las numerosas posesiones, especialmente agrícolas, del colegio y Fondo de Pergaminos (982-1776) : conserva 446 pergaminos, la mayoría de ellos, unos 350, procedentes del archivo del monasterio de San Maiolo y relativos, sobre todo, a las propiedades territoriales del monasterio.

## Jardines

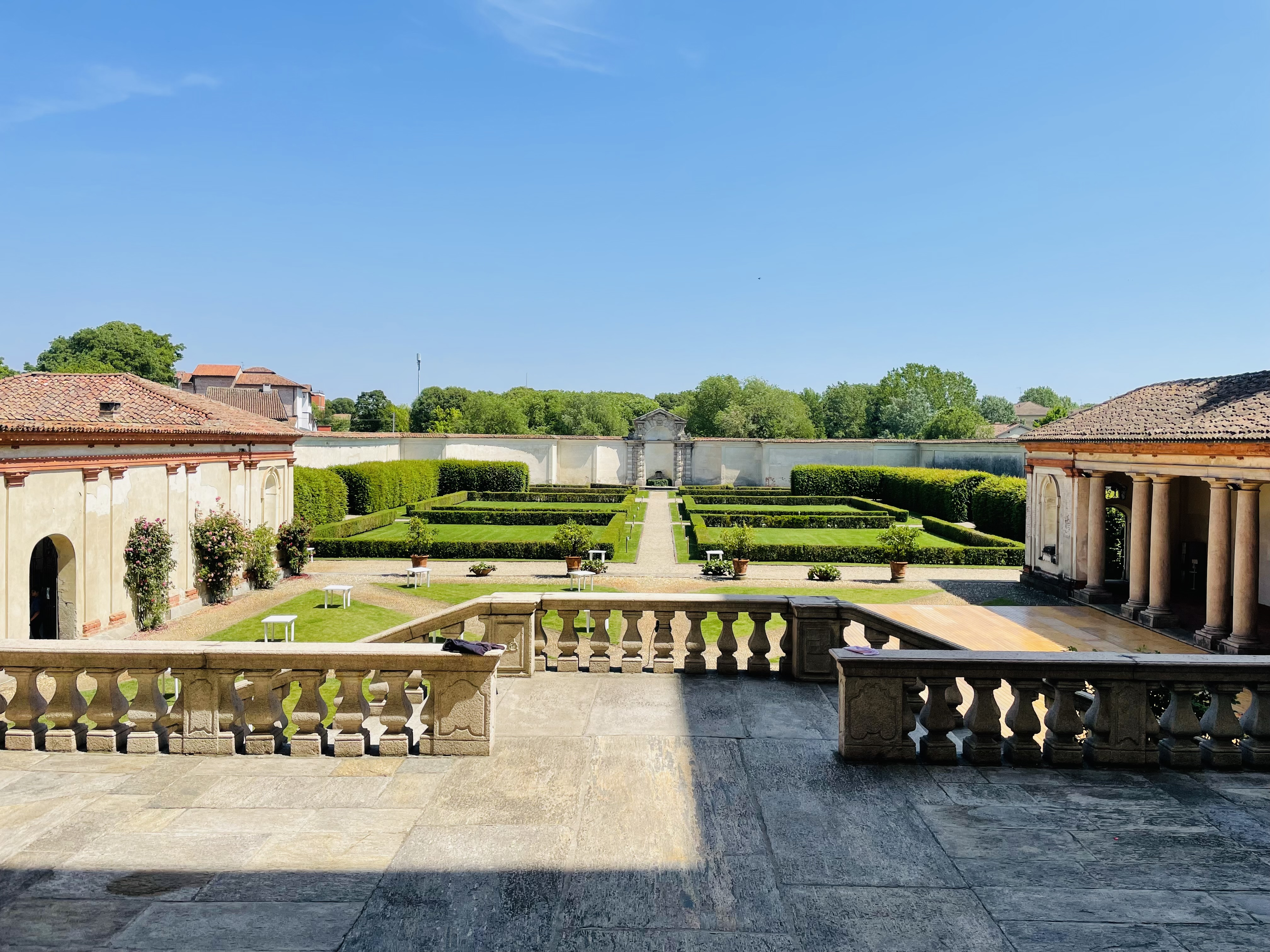
Jardín a la italiana

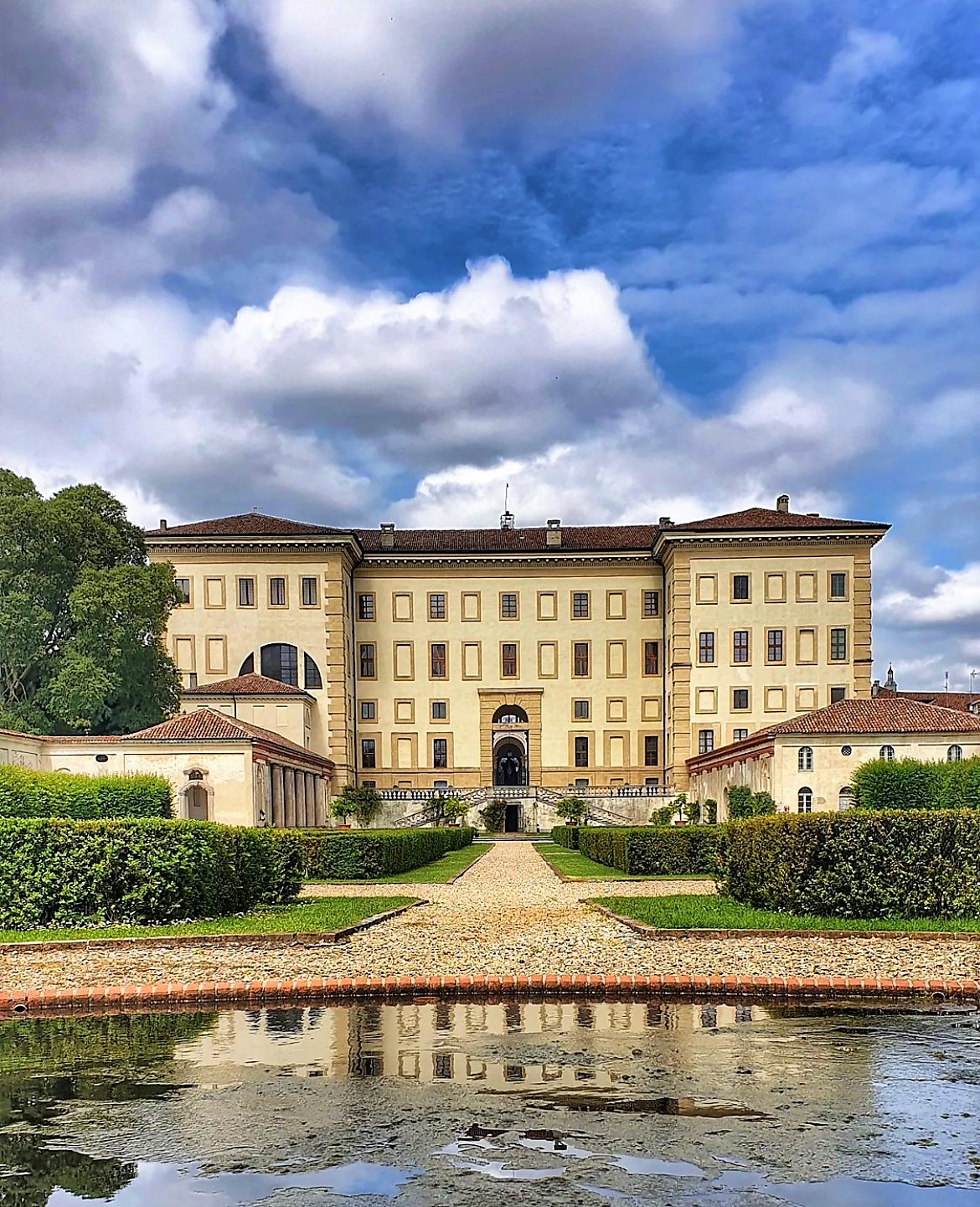
Jardín a la italiana

Los dos jardines del Collegio reflejan la estética y el clima cultural de la época en que fueron construidos. El jardín italiano, del siglo XVI-XVII, se caracteriza por unos setos regulares bajos dispuestos geométricamente, simétricos respecto al eje central que va desde el portal de hierro hasta la fuente, ambos de Francesco Maria Richini. El jardín inglés, del siglo XIX, tiene una disposición irregular y las especies vegetales son diferentes y colocadas de forma diferente, para producir un efecto "natural" muy querido por la estética romántica. Los jardines borromeos, una gran zona verde al este del Colegio, lo aíslan del contexto urbano que lo rodea y hacen de los dos jardines un oasis de paz y silencio enclavado en la ciudad de Pavía.

## Horti Borromaici
Los Horti Borromaici son un vasto parque urbano (que se extiende por unas 3,5 hectáreas) ubicado en el centro histórico de Pavía, entre el Collegio y el Ticino, donde el hábitat natural se encuentra con el arte contemporáneo, el conocimiento y la inclusión social. Nacieron en la segunda mitad del siglo XVI, cuando comenzaron a ser explotados para el cultivo de plantas frutales, viñedos y productos de la huerta necesarios para el sustento de los alumnos del colegio. El Horti conservó un destino agrícola hasta la segunda mitad del siglo XX, propósito que permitió al Horti escapar de la expansión urbana de las décadas de 1950 y 1960. En 2022, la administración del Almo Collegio Borromeo decidió remodelar el área, transformando el Horti en un gran espacio público, abierto de forma gratuita. El parque incluye una gran área naturalista, caracterizada por cursos de agua, donde se han creado varios hábitats para mejorar y salvaguardar la biodiversidad, dentro de los cuales se han colocado más de 3.000 árboles y arbustos nativos y un área de exhibición al aire libre. de arte contemporáneo, donde se exhiben obras de: Arnaldo Pomodoro, Nicola Carrino, Gianfranco Pardi, Luigi Mainolfi, Marco Lodola, Mauro Staccioli, Salvatore Cuschera, Ivan Tresoldi y David Tremlett.

## Admisión
La admisión a la universidad sigue una competencia abierta y meritocrática dividida en una variedad de evaluaciones; sólo podrán postular al concurso de admisión quienes hayan obtenido un puntaje mínimo de 80 en su examen de graduación. Este concurso ahora se lleva a cabo en conjunto con la Scuola Superiore Studi Pavia IUSS, la Escuela de Estudios Avanzados, de la cual el Almo Collegio Borromeo es miembro fundador y, de hecho, la prueba de admisión es válida para acceder a los cursos IUSS en la medida del espacio. reservado para la universidad. Sin embargo, es importante señalar que la obtención de un lugar en Borromeo no asegura automáticamente un lugar en la IUSS: aunque no es la norma, hay estudiantes de Borromeo que no son estudiantes de la IUSS, como los rankings de la competencia IUSS y los concursos de Borromeo están separados y siguen diferentes criterios (distinguiendo diferentes clases y umbrales).

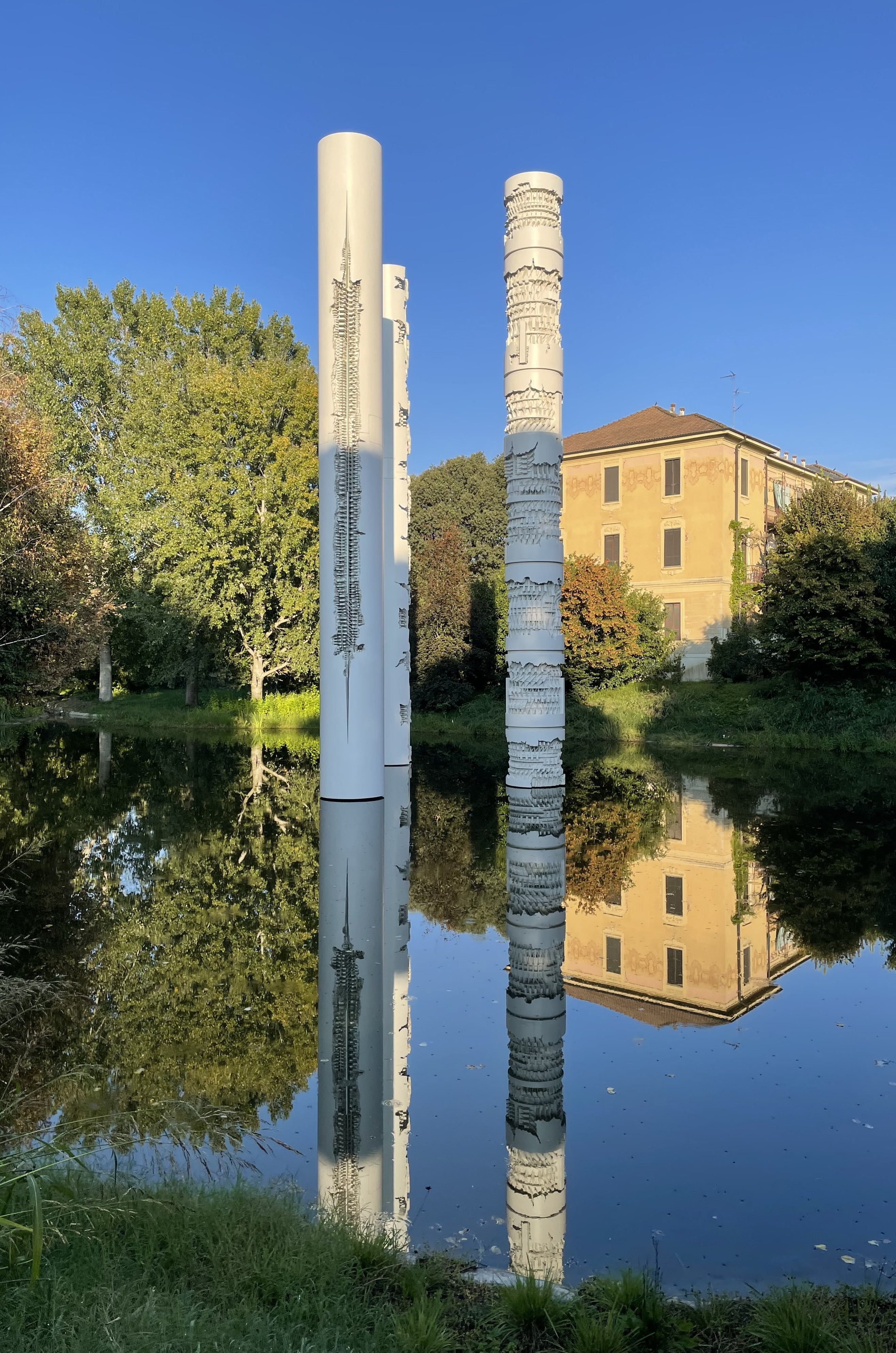
Arnaldo Pomodoro, Triade, 1979.

La primera parte del concurso incluye una prueba escrita administrada por la IUSS, dividida en las siguientes disciplinas: italiano, latín, historia, filosofía, matemáticas, física, química y biología. Recientemente se introdujeron problemas de Matemáticas, Física y Química. Se puede elegir el itinerario y los ejercicios independientemente de la carrera elegida y se puede obtener una puntuación máxima de 20 puntos en esta prueba escrita. Quienes obtengan una puntuación mínima de 12 puntos en la prueba escrita están invitados a dos exámenes orales. En estos, los candidatos son evaluados sobre el contenido de sus últimos tres años de escuela secundaria en dos materias de su elección, por relevantes que sean para su carrera. La prueba comienza a partir de un tema elegido por el estudiante y enumerado en el cronograma ("tesario"; que contiene la lista de temas a preparar para cada disciplina). El examen oral puede otorgar hasta 60 puntos, 30 por cada entrevista. Además, como parte de estas pruebas, el candidato es entrevistado por el rector de la universidad correspondiente y, para medir la fortaleza de antecedentes culturales compatibles, él o ella tiene una prueba de conocimiento general y una entrevista de aptitud con un psicólogo que busca determinar la elegibilidad. para la vida colegial. Las últimas pruebas no tienen valor para la competencia IUSS, pero aportan 20 puntos en general para ingresar a Borromeo. Para ser elegible, un candidato debe alcanzar la puntuación mínima de 65 puntos.

## Retención
Para conservar su lugar en la universidad, los estudiantes deben tener un promedio universitario de al menos 27/30, sin calificaciones por debajo de 24, y aprobar todos los exámenes requeridos antes del cierre formal del año académico. Se requiere la capacidad de hablar al menos dos idiomas extranjeros, demostrada a través de certificados específicos reconocidos internacionalmente. Los estudiantes también deben asistir a los cursos adicionales requeridos por la IUSS o, en su defecto, tomar al menos dos cursos internos por año académico.